# Wolga-Finnen

Karte der finno-ugrischen Völker im frühen Mittelalter

Die Bezeichnung Wolga-Finnen fasst nach sprachlichen, historisch-geographischen und teilweise auch kulturellen Kriterien mehrere gegenwärtige und historische finno-ugrische Völker im zentralen Osteuropa zusammen.
Zur Gruppe der Wolga-Finnen gehören heute
- die Mari
- die Mordwinen; unter dem Begriff Mordwinen (Russisch: Mordwa) werden
  - Mokscha und
  - Ersja zusammengefasst, die sich teilweise als eigenständige Völker identifizieren.

Zu den historischen Wolga-Finnen gehören
- Merja
- Meschtscheren
- Muroma.

Spekuliert über die Zugehörigkeit zu den Wolga-Finnen wird auch für die
- Sawolotschje-Tschuden.

## Wolga-Sprachen
Die Wolga-Finnen sprechen bzw. sprachen Wolga- oder Wolga-finnische Sprachen, die eine Untergruppe der finno-ugrischen Sprachen bilden. Die unmittelbare genetische Verwandtschaft dieser Sprachen ist jedoch in Frage gestellt, da keine gemeinsame wolgafinnische Grundsprache rekonstruiert werden kann. Darum handelt es sich hier eher um eine areale als um eine genetische Einteilung.

## Bevölkerung und Siedlungsgebiet

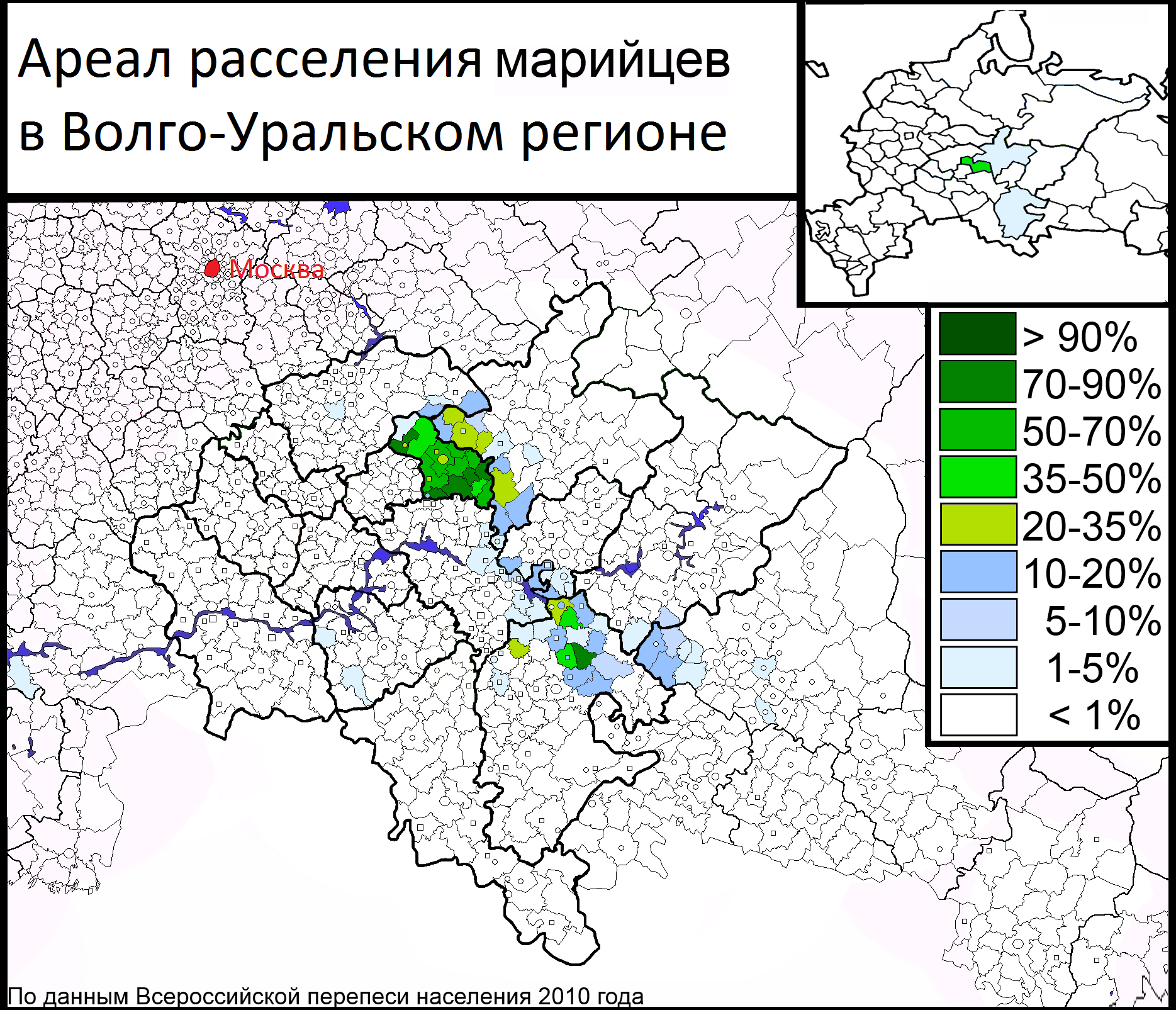
Siedlungsgebiete der Mari in der Wolga-Ural Region 2010

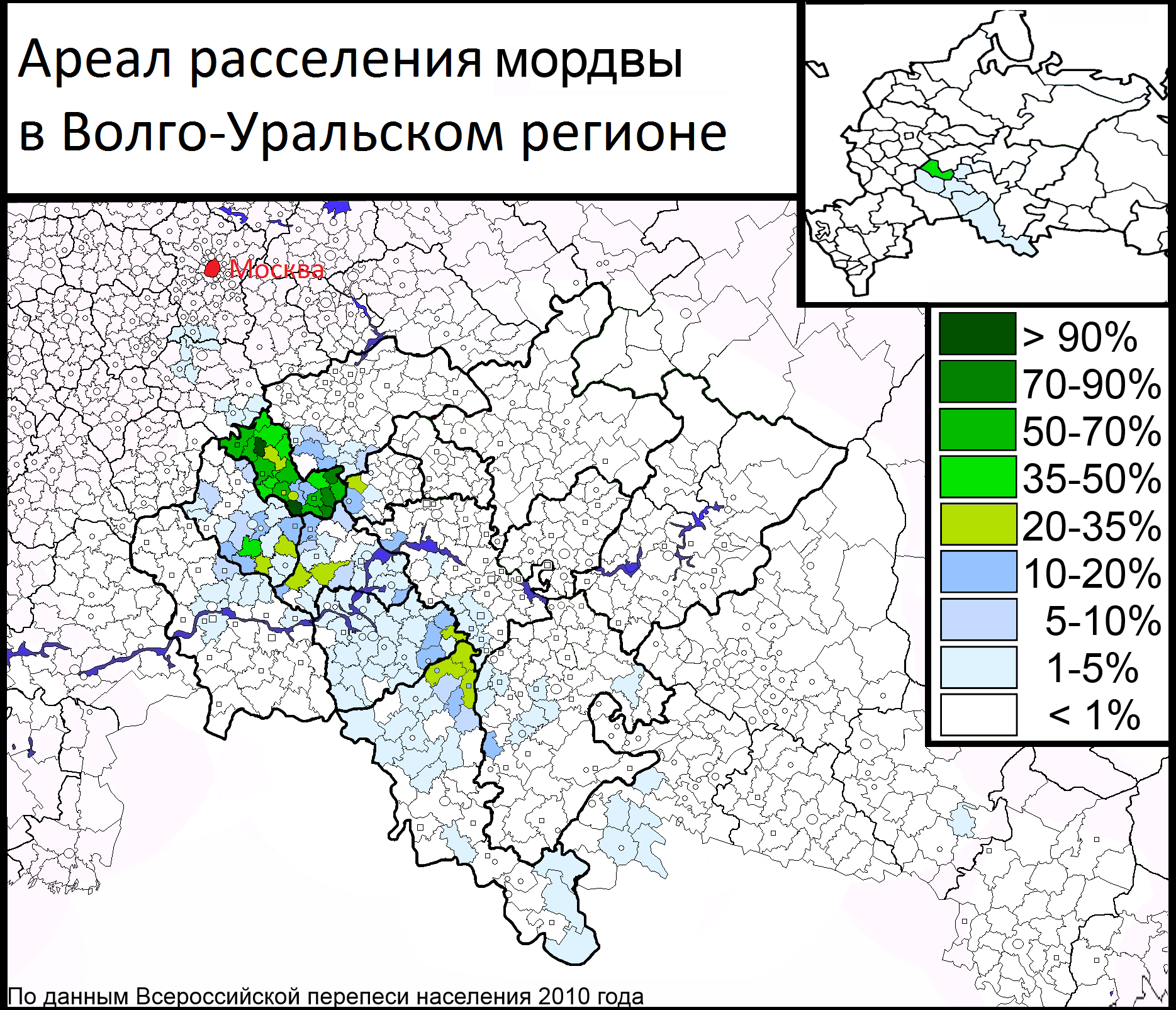
Siedlungsgebiete der Mordwinen in der Wolga-Ural Region 2010

### Zurückgehende Bevölkerungszahlen in der Gegenwart
Die Bevölkerungsgröße der Wolga-Finnen, insbesondere der Mordwinen, sinkt in den letzten Jahrzehnten rasant. Im Jahr 2010 wurde nach der allrussischen Volkszählung die Zahl der Mari mit 547.000, die der mordwinischen Volksgruppen mit 744.000 angegeben. Gegenüber der Zählung vor 20 Jahren ist das bei den Mordwinen ein Rückgang um mindestens ein Viertel (1989 noch 1.153.900). Der Sprachwechsel zum Russischen hat in diesem Fall auch einen Wechsel der Identität nach sich gezogen.

### Das Siedlungsgebiet an der mittleren Wolga
Die Namenskomponente „Finnen“ ist verwirrend, da sie eine unmittelbare Verwandtschaft mit den an der Ostsee lebenden einer anderen Unterkategorie der finno-ugrischen Sprachen zugehörenden Finnen nahelegt. Etwas wie ein „Wolga-Finnland“ gibt es aber nicht, wiewohl an der mittleren Wolga nach älteren, inzwischen angefochtenen Hypothesen die gemeinfinnische Urheimat gelegen haben könnte.
Die wolga-finnischen Bevölkerungsgruppen und ihre unmittelbaren Vorfahren leben seit mindestens zwei Jahrtausenden in dem Flusssystem der mittleren Wolga, an den Ufern der Belaja, Mokscha, Oka, Sura und in der historischen Landschaft Meschtschora. Heute umfasst dieses Territorium ein gutes Dutzend Teilrepubliken und Gebiete der Russischen Föderation. Innerhalb dieses Bundesstaates bestehen zwei Teilrepubliken, in deren Wolga-Finnen sogenannte Titularvölker, also namensgebend, sind: Mari El und Mordwinien. Innerhalb dieser nominell autonomen Teilstaaten sind die Wolga-Finnen de facto aber Minderheiten gegenüber der Bevölkerungsmehrheit der Russen. Große Teile vor allem der Mordwinen leben in sämtlichen umliegenden Gebieten und Republiken und auch östlich der Wolga in Baschkortostan, wo sich auch das kompakte Siedlungsgebiet der Ost-Mari befindet.

## Geschichte

### Bis zum Fall von Kasan (1552)
Die Wolga-Finnen spielten eine eigenständige historische Rolle im spätantiken und mittelalterlichen Osteuropa. Sie gehörten häufig zum Einflussbereich der vom Süden ausgehenden osteuropäischen multiethnischen Stammeszusammenschlüsse und Großstaaten, wie etwa der Gotischen Konföderation, deren Kerngebiet sich in der heutigen südlichen Ukraine befand. In diesem Zusammenhang werden unter anderem die Sremniscans (die alte Fremdbezeichnung der Mari lautet: Tscheremissen), Mordens (Mordwinen) und Merens (Merja) im 6. Jahrhundert von Jordanes in seiner Chronik, der Getica, erwähnt.
Ausgangspunkt mehrerer „altrussischer“ Städtegründungen (Murom, Rjasan und andere) waren befestigte Großsiedlungen der Merja sowie der Muroma, Meschtscheren und anderer vermutlich altmordwinischer Gruppen. Die nordwestlichsten Teile des Gebietes der Wolga-Finnen wurden in das Kiewer Reich einbezogen. Das sowohl von Slawen, als auch von Wolgafinnen bewohnte Fürstentum Murom-Rjasan führte Kriege mit den mordwinischen Fürstentümern in der Waldsteppe westlich der Wolga (12./13. Jahrhundert). Letztere blieben zumindest autonom und wurden in russischen Chroniken als Purgasower Wolost bzw. das Land des Ijadzor (Ersjanisch: Fürst) Purgas und Pureschewer Wolost bzw. das Land des Kanasor (Mokschanisch: Herrscher) Peresch bezeichnet. Im Rahmen solcher Auseinandersetzungen erlitt beispielsweise Konstantin von Murom 1103 eine vernichtende Niederlage durch die Mokscha. Den Mongolen unter Batu Khan gelang es 1238/39 erst im zweiten Anlauf die mordwinischen Fürsten vernichtend zu schlagen.
Bis zur russischen Eroberung durch das Großfürstentum Moskau bzw. das Zarentum Russland spielte auch das Reich der Wolgabulgaren (seit dem 10. Jahrhundert), vor allem aber seit 1240 die Goldene Horde und das tatarische Khanat Kasan (bis 1552) eine zentrale politische Rolle an der mittleren Wolga.

### Unter russischer und sowjetischer Herrschaft
Die Angliederung der Gebiete der Wolga-Finnen an Russland im 15. und 16. Jahrhundert und die schon vorher begonnene Christianisierung der wolga-finnischen Bevölkerung führte zu einer massiven Ostmigration hinter die Wolga und das Ural-Vorland. Die Bekehrung zum orthodoxen Christentum zog sich über Jahrhunderte hin und hatte ihren Höhepunkt in den Massenzwangstaufen im 18. Jahrhundert. Zumindest Teile der Mari (vor allem die Ost-Mari) konnten sich dem erfolgreich widersetzen und haben bis heute ihre traditionelle vorchristlichen Religion erhalten. Damit sind sie bei allen Neuentwicklungen in ihren Glauben und Ritualen die letzten Heiden Europas, deren jahrtausendalte religiöse Traditionslinie nicht unterbrochen wurde.
Der Prozess der Russifizierung hat sich bis in die Gegenwart fortgesetzt und die Identität der Wolga-Finnen erheblich beeinflusst. Ende des 19. und Anfang des 20. Jahrhunderts und vor allem in den 1920er Jahren kam es jedoch zu einem kurzen kulturellen Aufschwung der Wolga-Finnen. Das Schulwesen, die Entstehung einer Buchproduktion in den eigenen Sprachen, die Gründung nationaler kultureller und wissenschaftlicher Einrichtungen (Theater, Museen, Forschungsinstitute) fällt in diese Zeit. Die Bildung der autonomen Sowjetrepubliken Mordwinische ASSR und Mari ASSR innerhalb der RSFSR (als eigenständige Teilstaaten 1936) schuf für diese Völker zwar einen staatsrechtlichen Entwicklungsrahmen, fiel aber bereits mit den großen Repressionen der Stalin-Zeit zusammen. Dieser stand am Beginn eine neue Phase der Russifizierungpolitik, die zum Beispiel 1970 zur Schließung der mokschanischen und ersjanischen Oberstufe in den Schulen führte. Danach wurde nur noch das Fach Mordwinische Sprache und Literatur gelehrt.

### Nach dem Ende der Sowjetunion
Seit Beginn der Perestroika entstanden in den 1980er und 1990er Jahren national-kulturelle Bewegungen der den Wolga-Finnen zugehörigen Völker, die teilweise auch regionalistische, autonomistische und nationalistische Tendenzen vertraten und vertreten. Dazu gehören Mastorawa, Wajgel und die Union des Mordwinischen Volkes bei den Ersja und Mokscha, die deutlicher nationalistischen Organisationen Ersjan' Mastor, das nur die Ersja vertritt und die rein mokschanische Jurchtawa. Bei den Mari entstand bereits 1998 die Bewegung Mari Uschem. Seit den frühen 1990ern finden Kongresse der jeweiligen Völker statt, die eine strömungsübergreifende Plattform für nationale Forderungen zu formulieren versuchen.

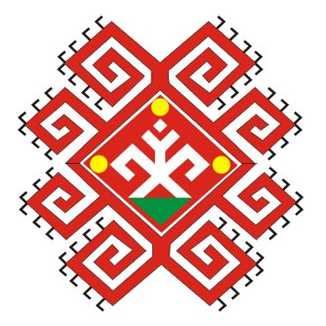
Symbol der traditionellen Mari-Religion

Die religiöse Wiedergeburt führte einige national orientierte Gruppen in den 1990ern zu einer Zuwendung zum Luthertum als „finnischer Religion“, andere zum Anknüpfen an die heidnische Tradition, was bei den Mordwinen die Neuerfindung einer solchen einschloss. Auch die ursprünglich nur noch im abgelegenen ländlichen Raum verbreitete traditionelle nichtchristliche Mari-Religion hat einige Veränderungen erfahren, wurde institutionalisiert und hat unter dem Namen Marij Jumyjüla (Mari: Марий Юмыйӱла) in Mari El einen offiziellen Status erlangt. Zu dieser Religion bekennt sich deutlich mehr als ein Viertel der Mari-Bevölkerung.

## Berühmte Wolga-Finnen
- Nikon (1605–1681), orthodoxer Patriarch
- Awwakum (1621–1682), Begründer der altorthodoxen Bewegung und wichtiger Vertreter der altrussischen Literatur
- Wassili Kljutschewski (1841–1911), bedeutender Historiker
- Michail Dewjatajew (1917–2002), Leutnant und Kampfflieger der Roten Armee (Mokscha)